# Place du Professeur-Christian-Cabrol
La place du Professeur-Christian-Cabrol est une voie située dans le 13e arrondissement de Paris, en France.

## Origine du nom
La voie porte le nom de Christian Cabrol (1925-2017), chirurgien cardiaque et homme politique français.